# Zygia
Zygia  es un género de plantas fanerógamas perteneciente a la familia de las leguminosas (Fabaceae). Comprende 113 especies descritas y de estas, solo 59 aceptadas.

## Descripción
Son árboles o arbustos, inermes; plantas hermafroditas. Las hojas bipinnadas, con un solo par de pinnas; los pecíolos muy reducidos, glandulares. Inflorescencias fascículos de capítulos o espigas caulifloros; estambres más de 10, monadelfos. El fruto es plano, recto, ligeramente curvo o enrollado, membranáceo o coriáceo, dehiscente o indehiscente; semillas esférico-aplanadas o cuadrangulares, testa papirácea, sin arilo.

## Taxonomía
El género fue descrito por Patrick Browne   y publicado en The Civil and Natural History of Jamaica in Three Parts 279. 1756.

## Especiesaceptadas
- Zygia ampla (Benth.) Pittier
- Zygia andaquiensis (C.Barbosa) L.Rico
- Zygia bangii Barneby & J.W.Grimes
- Zygia basijuga (Ducke) Barneby & J.W. Grimes
- Zygia biblora L.Rico
- Zygia bifoliola (Rusby) L.Rico
- Zygia bisingula L. Rico
- Zygia brenesii (Standl.) L.Rico
- Zygia cataractae (Kunth) L.Rico
- Zygia cauliflora (Willd.) Killip
- Zygia chagrensis (Pittier) L. Rico
- Zygia claviflora (Spruce ex Benth.) Barneby & J.W. Grimes
- Zygia coccinea (G.Don) L.Rico
- Zygia codonocalyx Barneby & J.W.Grimes
- Zygia cognata (Schltdl.) Britton & Rose
- Zygia collina (Sandwith) Barneby & J.W. Grimes
- Zygia confusa L.Rico
- Zygia conzattii (Standl.) Britton & Rose
- Zygia cupirensis (C.Barbosa) L.Rico
- Zygia dinizii (Ducke) D.A. Neill, G.P. Lewis & Klitgaard
- Zygia dissitiflora Barneby & J.W.Grimes
- Zygia englesingii (Standl.) Record
- Zygia eperuetorum (Sandwith) Barneby & J.W. Grimes
- Zygia garcia-barrigae (Barbosa) Barneby & J.W.Grimes
- Zygia gigantifoliola (Schery) L.Rico
- Zygia guinetii L.Rico
- Zygia hernandezii (C.Barbosa) L.Rico
- Zygia heteroneura Barneby & J.W.Grimes
- Zygia inaequalis (Willd.) Pittier
- Zygia inundata (Ducke) Barneby & J.W.Grimes
- Zygia juruana (Harms) L.Rico
- Zygia lathetica Barneby & J.W. Grimes
- Zygia latifolia (L.) Fawc. & Rendle
- Zygia lehmannii (Harms) Britton & Rose
- Zygia longifolia (Willd.) Britton & Rose
- Zygia macbridii (C.Barbosa) L.Rico
- Zygia megistocarpa (C.Barbosa) L.Rico
- Zygia morongii Barneby & J.W.Grimes
- Zygia multipunctata Barneby & J.W.Grimes
- Zygia obolingoides L.Rico
- Zygia ocumarensis (Pittier) Barneby & J.W. Grimes
- Zygia odoratissima (Ducke) L.Rico
- Zygia palustris Barneby & J.W. Grimes
- Zygia paucijugata (Lundell) L.Rico
- Zygia peckii (Robinson) Britton & Rose
- Zygia picramnioides (Standl.) L.Rico
- Zygia pilosula (Pittier) Britton & Rose ex Britton & Killip
- Zygia pithecolobioides (Kuntze) Barneby & J.W.Grimes
- Zygia potaroensis Barneby & J.W. Grimes
- Zygia racemosa (Ducke) Barneby & J.W. Grimes
- Zygia ramiflora (F. Muell.) Kosterm.
- Zygia rhytidocarpa L.Rico
- Zygia rubiginosa L.Rico
- Zygia selloi (Benth.) L.Rico
- Zygia steyermarkii (Schery) Barneby & J.W. Grimes
- Zygia trunciflora (Ducke) L.Rico
- Zygia turneri (McVaugh) Barneby & J.W.Grimes
- Zygia unifoliolata (Benth.) Pittier
- Zygia vasquezii L.Rico